# Romifidin
Romifidin je lek koji se koristi u veterini kao sedativ uglavnom za velike životinje kao što su konji, mada se on može koristiti u širokom nizu vrsta. On se ne koristi za ljude, ali je blisko strukturno srodan sa lekom u širokoj upotrebi klonidinom.
Romifidin deluje kao agonist na α2 adrenergičkom receptoru. Nuspojave mogu da obuhavataju bradikardiju i respiratornu depresiju. On se često koristi uporedo sa drugim sedativima ili analgeticima kao što je ketamin ili butorfanol. Johimbin se može koristiti kao antidot za brzo poništanje njegovog dejstva.

## Spoljašnje veze
|  | Molimo Vas, obratite pažnju na važno upozorenje u vezi sa temama iz oblasti medicine (zdravlja). |